# Национални парк Бома
Национални парк Бома је један од шест националних паркова у Јужном Судану, који се налази у вилајету Џонглеј, на граници са Етиопијом. Захвата површину од 22.800 км² и основан је 1986. године. Уточиште је за веома значајне врсте попут сисара тјанга и коб антилопе. Осим њих овде бораве и жирафе, буфала и слонове, зебре и др.